# Playas de Rosarito
Playas de Rosarito è uno dei 5 comuni dello stato messicano della Bassa California ed è il più giovane essendo stato creato ufficialmente il 29 giugno 1995. Le sue coordinate sono 32°21'N 117°03'W. Confina a nord e a est con il municipio di Tijuana; a sud con il comune di Ensenada; e a ovest con l'Oceano Pacifico.
Il comune conta 90 668 abitanti secondo il censimento del 2010 e si estende su una superficie di 513,32 km².

## Località principali
Il comune di Playas de Rosarito conta oltre 380 località. Le località urbane, con le relative popolazioni al 2010, sono:
- Rosarito (Playas de Rosarito) 	65.278
- Ampliación Ejido Plan Libertador 	5.906
- Primo Tapia 	4.921

Le località rurali sopra i 1 000 abitanti sono:
- Ciudad Morelos 	2.040
- Colinas del Sol 	1.361
- Santa Anita 	1.284